# Ituzaingó (Argentine)
Pour les articles homonymes, voir Ituzaingó.
Ituzaingó est une ville de la province de Corrientes, en Argentine, et le chef-lieu du département homonyme. Elle est située à 209 km à l'est de Corrientes. Sa population s'élevait à 21 610 habitants en 2001.
Le nom de la ville, d'origine guaraní, a donné son nom à la bataille d'Ituzaingó entre les armées argentino-uruguayennes et l'Empire brésilien en 1827.
Ituzaingó se trouve sur un bras du Río Paraná, à 12 km au sud du gigantesque barrage de Yacyretá mis en service en 1998.